# Edoardo Anton
Edoardo Anton (eigentlich Edoardo Antonelli, * 7. Januar 1910 in Rom; † 16. Mai 1986 ebenda) war ein italienischer Drehbuchautor und Filmregisseur.

## Leben
Anton trat zunächst in die Fußstapfen seines Vaters Luigi Antonelli (1882–1942), der als Bühnenautor sich dem komödiantischen Fach verschrieben hatte. Erste Stücke wie Non è ancora primavera und La ragazza del bersagliere entstanden. Daneben schrieb er als Journalist über Filme. 1935 entstand sein erstes Drehbuch, Il serpente a sonagli nach seinem eigenen Stück; bis 1980 wirkte er an etwa 70 Filmen, meist Komödien in dieser Funktion. Seine Arbeiten als Regisseur sind hauptsächlich italienische Versionen verschiedener Koproduktionen, von denen keine als bedeutend eingeschätzt wird. Anton war auch als Hörspielautor für den Ente Italiano per le Audizioni Radiofoniche, bei der er von 1937 bis 1941 beschäftigt war, tätig.

## Filmografie (Auswahl)

### Regie (und Drehbuch)
- 1949: La montagna di cristallo, ital. Version von Der gläserne Berg (The Glass Mountain)
- 1951: Il lupo della frontiera (Ko-Regie)
- 1953: Verschwörung in Algier (Dramma nella Kasbah) (ital. Version)
- 1954: Ridere! Ridere! Ridere!
- 1954: Angela, die Teufelin (Angela) (ital. Version)
- 1954: La stella dell'India, ital. Version von Die Burg der Verräter (Star of India)
- 1961: Der Raub der Sabinerinnen (Il ratto delle Sabine)
- 1963: Follie d'estate (Ko-Regie) (Neuversion von Ridere! Ridere! Ridere! mit zusätzlichen Szenen)

### Drehbuch
- 1941: Prinzessin Aschenbrödel (Cenerentola e il signor Bonaventura)
- 1957: Der Sohn des Scheik (Los amantes del desierto)
- 1963: Maskenball bei Scotland Yard
- 1964: Volles Herz und leere Taschen (…e la donna creò l'uomo)